# بطل بايروني

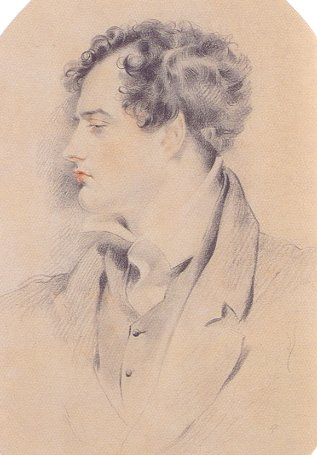
بايرون حوالي 1816، بريشة هنري هارلو

البطل البايروني هو نوع مختلف من شخصيات البطل الرومانسي، سمي على اسم الشاعر الرومانسي الإنجليزي اللورد بايرون.  تعتبر شخصية بايرون وكذلك الشخصيات من كتاباته بمثابة سمات محددة لنوع الشخصية.
ظهر البطل البايروني لأول مرة إلى جمهور واسع جدًا في قصيدة بايرون السردية الملحمية شبه السيرة الذاتية "رحلة تشايلد هارولد" (1812-1818). وصف المؤرخ والناقد اللورد ماكولي الشخصية بأنها "رجل فخور، متقلب المزاج، ساخر، مع التحدي على جبينه، والبؤس في قلبه، محتقر من نوعه، عنيد في الانتقام، لكنه قادر على المودة العميقة والقوية".  على الرغم من توضيح بايرون أن تشايلد كان شخصية خيالية في مقدمة العمل، "فلقد ربط الجمهور بايرون على الفور ببطله الكئيب"، مع اقتناع القراء "... بأن بايرون وتشايلد كانا نفس الشخص". 
تُظهر قصائد بايرون ذات السمات الشرقية المزيد من الشخصيات "المتهورة" والحاسمة من هذا النوع. تُظهر الأعمال اللاحقة أن بايرون ينأى بنفسه تدريجيًا عن الشخصية من خلال تقديم أنواع بديلة من الأبطال، مثل ساردانابالوس (ساردانابالوس)، خوان (دون جوان) أو توركويل (الجزيرة)، أو عندما يكون الشخص حاضرًا، من خلال تقديمه على أنه أقل تعاطفاً. (ألب في حصار كورنثوس) أو انتقاده من خلال الراوي أو الشخصيات الأخرى.  حاول بايرون لاحقًا إحداث مثل هذا التحول في حياته عندما انضم إلى حرب الاستقلال اليونانية، وكانت النتائج قاتلة،  على الرغم من أن الدراسات الحديثة تظهر أنه يتصرف بفطنة سياسية أكبر ومثالية أقل مما كان يعتقد سابقًا.  كانت الظروف الفعلية لوفاته بسبب المرض في اليونان غير جذابة إلى أقصى حد، ولكن في إنجلترا تم تجاهل هذه التفاصيل في العديد من الأعمال التي تروج لأسطورته. 

## أنظر أيضا
- بطل مخالف للعرف
- جاذبية
- زلة
- بطل مأساوي

## روابط خارجية
- موضوعات نورتون على الإنترنت ، "البطل الشيطاني والبيروني"
- الخالدون ومصاصو الدماء والأشباح، يا إلهي! : أبطال بايرونيك في الثقافة الشعبية